# Motorola Moto 360
Die Moto 360 ist eine Smartwatch und die erste Android-Uhr mit einem runden Display, die am 5. September 2014 in Chicago während der IFA vorgestellt wurde und seit dem 6. Oktober 2014 verkauft wird. Nachfolger ist die Moto 360 (2015).

## Allgemeines
Die Uhr hat einen runden Bildschirm mit 46 mm Durchmesser, der am unteren Rand wegen des Umgebungslichtsensors abgeflacht ist, und ein austauschbares Leder- oder Metallarmband. Das Gehäuse ist schwarz oder silber. Die Uhr hat einen Schrittzähler, Herzfrequenzmesser und zwei Mikrofone. Der Vibrationsmodus soll die fehlenden Lautsprecher als Feedbackquelle ersetzen.
Die Uhr wird mit dem Qi-Standard geladen und ist nach IP67-Standard staub- und wasserdicht. Der Prozessor ist von Texas Instruments. Die Taktung des OMAP-3630 ist nicht bekannt, aber der Prozessor gilt als wenig energieeffizient. An Hauptspeicher stehen 512 MB sowie an internem Speicher 4 GB zur Verfügung.
Die Motorola Moto 360 verfügt über einen optischen Herzfrequenzmesser und einen Schrittzähler. Mit Moto Body bringt die Smartwatch eine hauseigene Fitness-App mit.

## Verfügbarkeit
Google gab im Rahmen der Google I/O 2014 bekannt, dass die Uhr „später im Sommer“ verfügbar sein würde. Eine Motorola-Pressemitteilung für eine Vorstellung von verschiedenen Geräten am 4. September deutete die Vorstellung einer Smartwatch an.
Die Moto 360 ist in Deutschland seit dem 23. Oktober 2014 verfügbar.

## Rezeption
In Tests von arstechnica und heise wurde der ältere Prozessor kritisiert, denn beim Scrollen ruckelte die Software häufig und es kam oft zu Abstürzen. Auch die mangelhafte Energieeffizienz der CPU störe: Bei starker Benutzung müsse man die Uhr zwei bis drei Mal täglich laden. Nach einem Firmware-Update (auf Version KGW42R) hält der Akku auch bei häufiger Nutzung etwa 24 Stunden. Positiv fiel die Verarbeitung und das Aussehen auf sowie die automatische Helligkeitseinstellung.
Analysten von Canalys zufolge ist die Moto 360 das meistverkaufte Android-Wear-Gerät im Jahr 2014, obwohl es erst ab dem letzten Quartal verkauft wurde.